# Aleksander Lanskoj

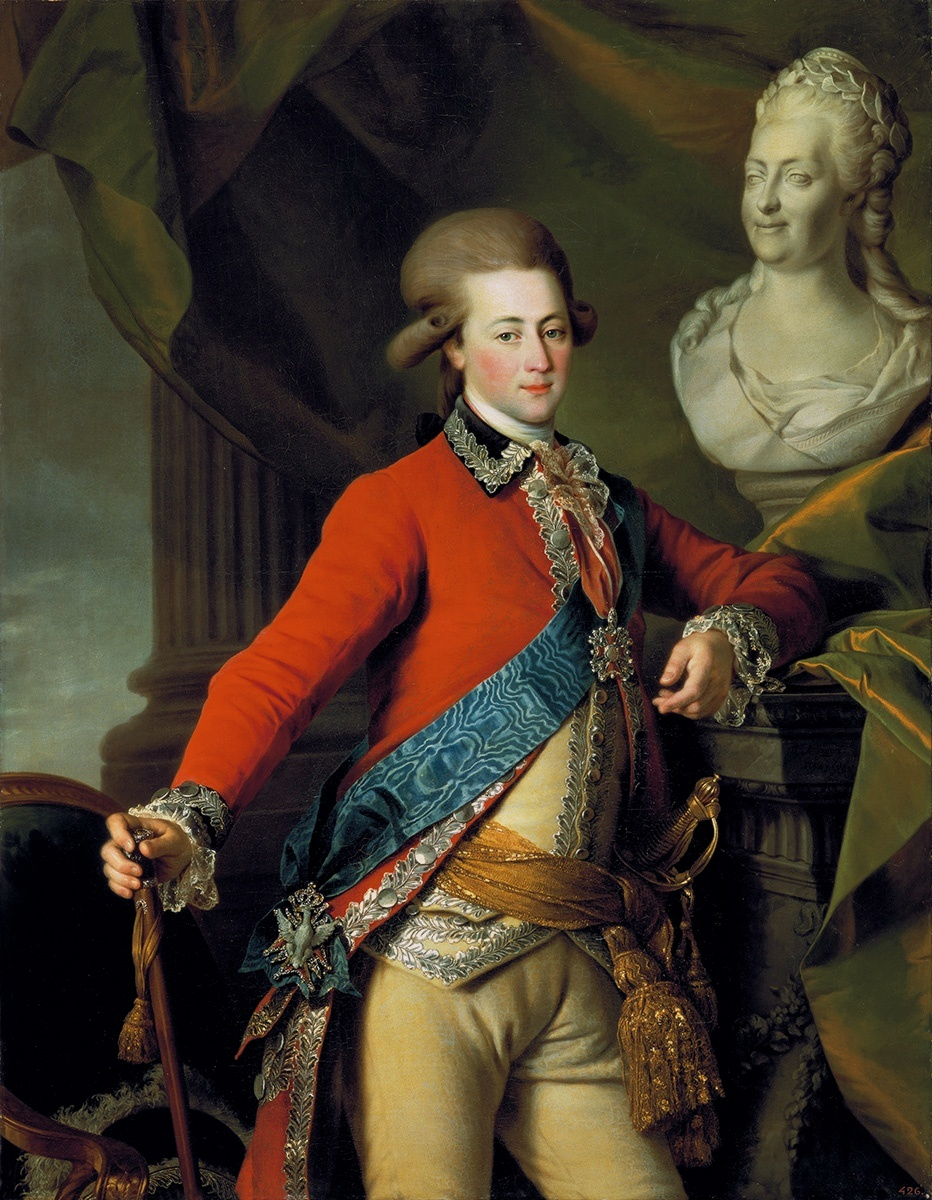
Aleksander Lanskoj

Aleksander Dmitrijevitj Lanskoj, kallad Sasjenka, född 1758, död 1784, var en rysk general och älskare till Katarina den stora. 
Lanskoj blev Potemkins adjutant 1779, presenterades för Katarina av Potemkin 1780, utprovades av Anna Protasova och blev sedan generaladjutant och älskare. Lanskoj beskrivs som harmonisk och uppriktigt förälskad i Katarina, och deras relation som ömsesidigt lycklig och harmonisk. Han blandade sig inte i politik, bad inte om gåvor, tog inte emot mutor och var inte heller svartsjuk, och han deltog gärna i hennes kulturella intressen. 1782 samarbetade han (dock utan framgång) med Potemkin för att avlägsna Orlov från hovet. 
Som den enda av favoriterna tog hans familj avstånd från honom p.g.a. hans ställning. Han avled av difteri i juni 1784. Rykten gick då om att han avlidit av försvagad hälsa p.g.a. för mycket potensmedel. 